# Pia Miranda

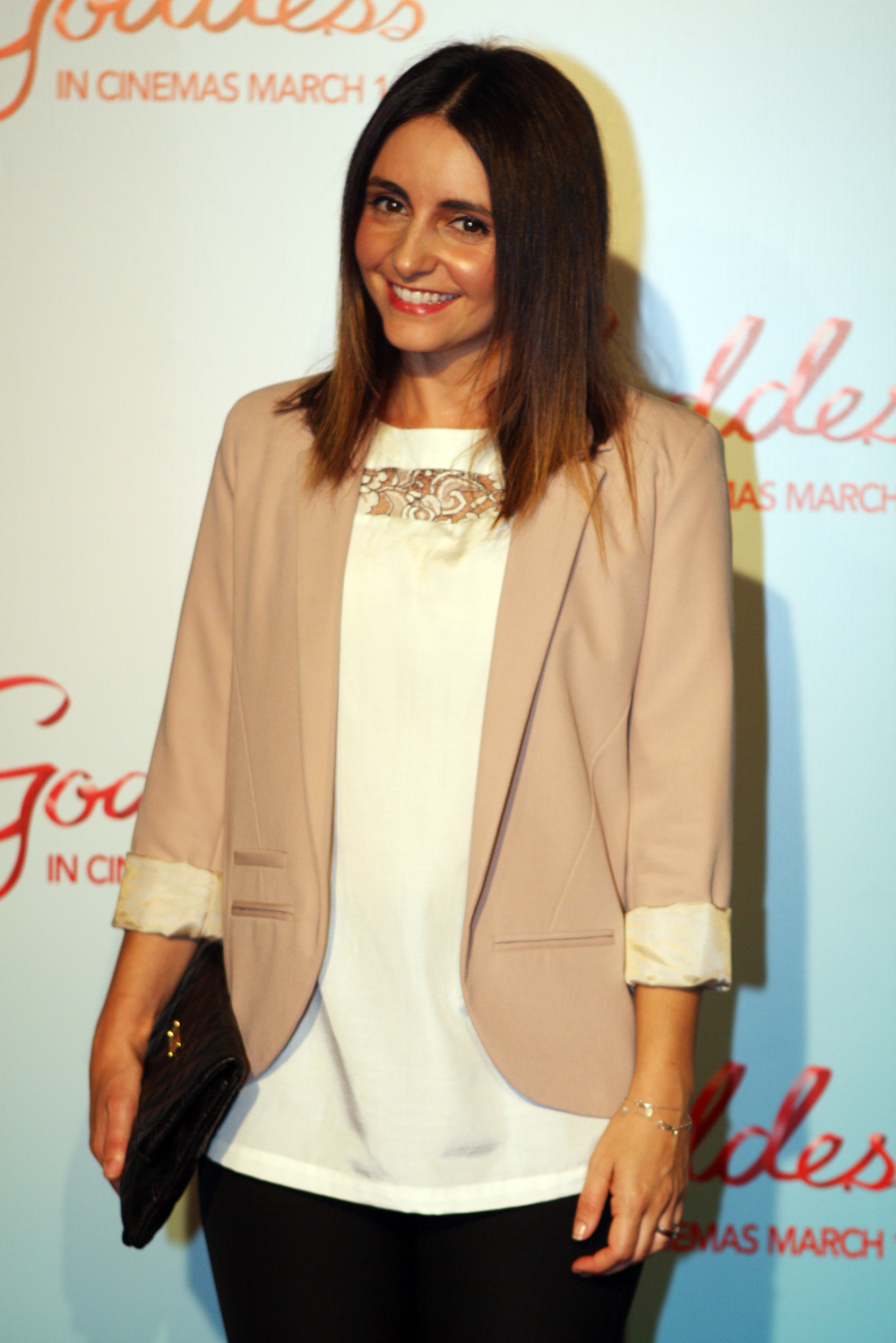
Pia Miranda

Pia Miranda (* 15. Juni 1973 in Melbourne, Victoria) ist eine australische Schauspielerin.

## Leben
Ihr Schauspieldebüt gab sie 1998 in der australischen Fernsehserie Nachbarn, in der sie von 1998 bis 1999 die Rolle der Karen Oldman übernahm. Der erste Film, in dem sie mitwirkte, ist Das Geheimnis der Alibrandis von 2000 mit Greta Scacchi und Anthony LaPaglia. In der Rolle der Josie Alibrandi inspirierte sie viele junge Mädchen und gab einen realistischen Einblick in das Leben einer Heranwachsenden.
Im März 2001 heiratete sie den Musiker Luke Hanigan, den Sänger der australischen Gruppe Lo-tel.

## Filmografie (Auswahl)
Filme
- 2000: Das Geheimnis der Alibrandis (Looking for Alibrandi)
- 2002: Königin der Verdammten (Queen of the Damned)
- 2002: Garage Days
- 2002: The Doppelgangers
- 2003: Travelling Light
- 2004: Right Here Right Now
- 2007: The Girl Who Swallowed Bees
- 2008: The Tender Hook

Fernsehserien
- 1998–1999: Nachbarn
- 1999: Bondi Banquet
- 2000: All Saints (fünf Folgen)
- 2003: Grass Roots (eine Folge)
- 2003–2004: The Secret Life of Us (sieben Folgen)
- seit 2015: Wentworth

## Auszeichnungen
- 2000: AFI Award als beste Schauspielerin in einer Hauptrolle für Das Geheimnis der Alibrandis[1]